# Hypna iphigenia
Hypna iphigenia är en fjärilsart som beskrevs av Herrich-Schäffer 1862. Hypna iphigenia ingår i släktet Hypna och familjen praktfjärilar. Inga underarter finns listade i Catalogue of Life.